# Tramway d'Alcalá de Guadaíra
Le tramway d'Alcalá de Guadaíra (en espagnol : Tranvía de Alcalá de Guadaíra) est un projet de réseau de transport collectif en site propre de type tramway desservant la ville d'Alcalá de Guadaíra, en Andalousie.
Comptant une seule ligne, il est conçu comme une prolongation de la ligne 1 du métro de Séville. Le chantier, commencé en 2007, est interrompu deux fois faute de financement. Le projet est relancé en 2021, avec une mise en service commercial annoncée pour mars 2026.

## Histoire
La création d'une ligne de tramway prolongeant le métro de Séville jusqu'à Alcalá de Guadaíra est envisagée à partir de 1997 par le plan directeur des infrastructures d'Andalousie (PDIA). Le projet est inclus en 2006 dans le plan de déplacements urbains de la zone de Séville (PTMAS). Le chantier commence en 2007 mais doit s'arrêter au bout de quatre ans, en raison des conséquences de la crise économique mondiale de 2008 sur les finances publiques de la Junte d'Andalousie,.
Les travaux reprennent en 2015, mais sont de nouveau arrêtés en 2018. Le projet est à nouveau relancé en 2021, le gouvernement andalou annonçant à cette occasion avoir pu récupérer auprès de la Commission européenne un financement de 88 millions € — retiré deux ans plus tôt par les autorités européennes faute de conclusion des travaux — et viser une reprise du chantier en 2022, pour une mise en service commerciale en 2023,. En janvier 2022, la Junte d'Andalousie évalue à 5 millions € les dommages résultats du vandalisme et des dégradations subis par l'infrastructure depuis 2011 et lance les marchés publics nécessaires à la remise en état des voies.
Selon les éléments contenus dans l'appel d'offre de l'assistance à maîtrise d'ouvrage, publié en septembre 2022, la mise en service commercial du réseau est prévue pour 2025. Un mois plus tard, le gouvernement andalou publie l'appel d'offres pour l'achat, les essais, l'entretien et la formation des conducteurs des six rames de tramway, pour un budget prévisionnel de 32,5 millions €. Le marché public des trains est accordé, en mars 2023, à l'entreprise espagnole Construcciones y Auxiliar de Ferrocarriles (CAF).
Le département de l'Équipement andalou indique, en mai 2023, que l'ensemble des dégâts subis par l'infrastructure ont été réparés, pour un coût approximatif de 4,3 millions €. Au printemps 2024, les autorités andalouses attribuent les marchés relatifs aux systèmes ferroviaires, à l'achèvement des travaux de construction des différentes stations et au système électrique et d'alimentation de la ligne. Le marché pour la construction du garage-atelier est passé en juillet suivant.
Le 13 novembre, le président de la Junte d'Andalousie Juan Manuel Moreno et la maire d'Alcalá de Guadaíra Ana Isabel Jiménez présentent lors d'un événement officiel les derniers travaux à mettre en œuvre concernant l'électrification de la ligne, la signalisation ferroviaire, l'achèvement des stations, ainsi que le modèle des futurs trains de type Urbos 100. Le lancement commercial de la ligne est annoncé pour mars 2026, soit 23 ans après les premières études de faisabilité.

## Réseau
Le réseau du tramway d'Alcalá de Guadaíra compte une seule ligne. Elle compte onze stations et parcourt 12 kilomètres, se connectant au métro de Séville à la station Pablo de Olavide. Les rails sont à écartement normal. L'intégralité de la ligne est à double voie. Le temps de trajet d'un bout à l'autre de la ligne est de 23 minutes,.

### Stations
|  |   |  | Station                    | Communes           | Correspondances             |
|  | - |  | -------------------------- | ------------------ | --------------------------- |
|  | X |  | Pablo de Olavide           | Séville (Sud)      | Ligne 1 du métro de Séville |
|  | x |  | El Canal                   | Alcala de Guadaíra |                             |
|  | x |  | Parque Tecnológico 1       | Alcala de Guadaíra |                             |
|  | x |  | Parque Tecnológico 2       | Alcala de Guadaíra |                             |
|  | x |  | La Red                     | Alcala de Guadaíra |                             |
|  | x |  | Venta La Liebre            | Alcala de Guadaíra |                             |
|  | x |  | Cabeza Hermosa             | Alcala de Guadaíra |                             |
|  | x |  | Nuevo Zacatín              | Alcala de Guadaíra |                             |
|  | x |  | Avenida de la Constitución | Alcala de Guadaíra |                             |
|  | x |  | La Paz                     | Alcala de Guadaíra |                             |
|  | x |  | Pablo VI                   | Alcala de Guadaíra |                             |
|  | X |  | Montecarmelo               | Alcala de Guadaíra |                             |

## Matériel roulant
Le réseau utilisera six rames : cinq seront toujours en service tandis que la sixième restera en réserve au garage-atelier. Ce dernier sera installé dans la zone industrielle Cristalería-Carbonería, le long du tracé de la ligne. Les rames seront construites par le constructeur Construcciones y Auxiliar de Ferrocarriles (CAF).

## Projets similaires abandonnés
Deux lignes similaires étaient envisagées par le PTMAS, desservant Dos Hermanas et les communes de la comarque d'El Aljarafe. Finalement, la mairie de Dos Hermanas crée en février 2021 une ligne de bus à haut niveau de service sur la plateforme de tram. En octobre 2022, le gouvernement andalou annule le contrat d'assistance à maîtrise d'ouvrage pour la réalisation du tramway d'El Aljarafe, envisageant d'utiliser les espaces réservés à la future plate-forme ferroviaire pour y faire circuler une ligne de bus.